# Većeslav Holjevac
Većeslav Holjevac, hrvaški general in politik, * 22. avgust 1917, † 11. julij 1970.

## Življenjepis
Leta 1939 je postal član KPJ in leta 1941 je sodeloval pri organizaciji NOVJ. Med vojno je bil politični komisar več enot.
Po vojni je bil med drugim minister v hrvaški in zvezni vladi ter republiški in zvezni poslanec.